# Juan Bautista Antequera y Bobadilla
Juan Bautista Antequera y Bobadilla   (San Cristóbal de La Laguna, 1 de juny de 1823 - Alhama de Múrcia, 1890) va ser un militar i polític espanyol, vicealmirall de l'Armada Espanyola.

## Carrera militar
Va obtenir plaça de guardiamarina en 1838. Es va distingir en els setges de les revoltades Alacant i Cartagena, per la qual cosa li va ser concedida la Creu llorejada de Sant Ferran. Al comandament del bergantí Galiano a l'Havana va lluitar contra les expedicions pirates. En la guerra d'Àfrica, en 1859, va prendre part en els combats de Río Martín, Larraix i Arcila, sent-li concedit pel seu comportament el grau de coronel d'Infanteria de marina. Durant la Guerra hispanosudamericana de 1865, va prendre el comandament de la fragata blindada Numancia a les ordres de l'Almirall Casto Méndez Núñez assistint al bombardeig de Valparaíso i al combat del Callao. Va efectuar, amb el seu vaixell, el viatge de circumnavegació a la terra.
Ja amb l'ocupació de contralmirall, va ser nomenat Comandant General de l'Apostador de les Filipines.

## Carrera política
Va ser escollit senador del Regne per la província de Canàries en les Corts de 1871, 1872 i 1876, per Alacant en 1877 i nomenat senador vitalici en 1884. També fou Ministre de Marina dos cops, ambdós sota la presidència d'Antonio Cánovas del Castillo, una d'abril de 1876 a setembre de 1877, i l'altra de gener de 1884 a juliol de 1885, el darrer govern durant el regnat d'Alfons XII. Com a Ministre de Marina, fou el creador de la Revista General de Marina, la Col·lecció Legislativa, codis i reglaments.
Va ser inhumat al Panteó de Marins Il·lustres el 4 de setembre de 1922.